# Lynchburg (Mississipi)
Lynchburg és una concentració de població designada pel cens dels Estats Units a l'estat de Mississipi. Segons el cens del 2000 tenia 2.959 habitants.

## Demografia
Segons el cens del 2000, Lynchburg tenia 2.959 habitants, 1.037 habitatges, i 850 famílies. La densitat de població era de 332,1 habitants per km².
Dels 1.037 habitatges en un 41% hi vivien nens de menys de 18 anys, en un 67,4% hi vivien parelles casades, en un 9,4% dones solteres, i en un 18% no eren unitats familiars. En el 13,5% dels habitatges hi vivien persones soles el 3,4% de les quals corresponia a persones de 65 anys o més que vivien soles. El nombre mitjà de persones vivint en cada habitatge era de 2,85 i el nombre mitjà de persones que vivien en cada família era de 3,11.
Per edats la població es repartia de la següent manera: un 28,1% tenia menys de 18 anys, un 8,1% entre 18 i 24, un 34,9% entre 25 i 44, un 22,1% de 45 a 60 i un 6,8% 65 anys o més.
L'edat mediana era de 33 anys. Per cada 100 dones de 18 o més anys hi havia 99,7 homes.
La renda mediana per habitatge era de 54.714 $ i la renda mediana per família de 61.495 $. Els homes tenien una renda mediana de 41.586 $ mentre que les dones 25.332 $. La renda per capita de la població era de 20.455 $. Entorn del 5,9% de les famílies i el 9% de la població estaven per davall del llindar de pobresa.

## Poblacions més properes
El següent diagrama mostra les poblacions més properes.